# یاروشویتسه
یاروشویتسه (به لاتین: Jaroszewice) یک روستا در لهستان است که در گمینا بوژتسه واقع شده‌است. یاروشویتسه ۳۹۰ نفر جمعیت دارد.